# Eleocharis robbinsii
Eleocharis robbinsii là loài thực vật có hoa trong họ Cói. Loài này được Oakes mô tả khoa học đầu tiên năm 1841.